# João Casimiro do Palatinado-Simmern
João Casimiro do Palatinado-Simmern (Simmern, 7 de Março de 1543 — Heidelberg, 6 de Janeiro de 1592) foi Príncipe alemão e filho mais jovem de Frederico III, Eleitor Palatino  Calvinista convicto, foi líder das tropas mercenárias nas guerra religiosas de sua época, incluindo a Revolta dos Holandeses (1568-1648) ou Guerra dos 80 Anos. De 1583-1592 ele atuou como regente de seu sobrinho, Frederico IV, Eleitor Palatino.
| Precedido por: (desmembrado do Eleitorado do Palatinado) | Duque do Palatinado-Lautern 1576–1592 | Sucedido por: (reincorporado no Eleitorado do Palatinado) |